# Afrignathia multicavea
Afrignathia multicavea là một loài chân đều trong họ Gnathiidae. Loài này được Hadfield & Smit miêu tả khoa học năm 2008.